# Chemie

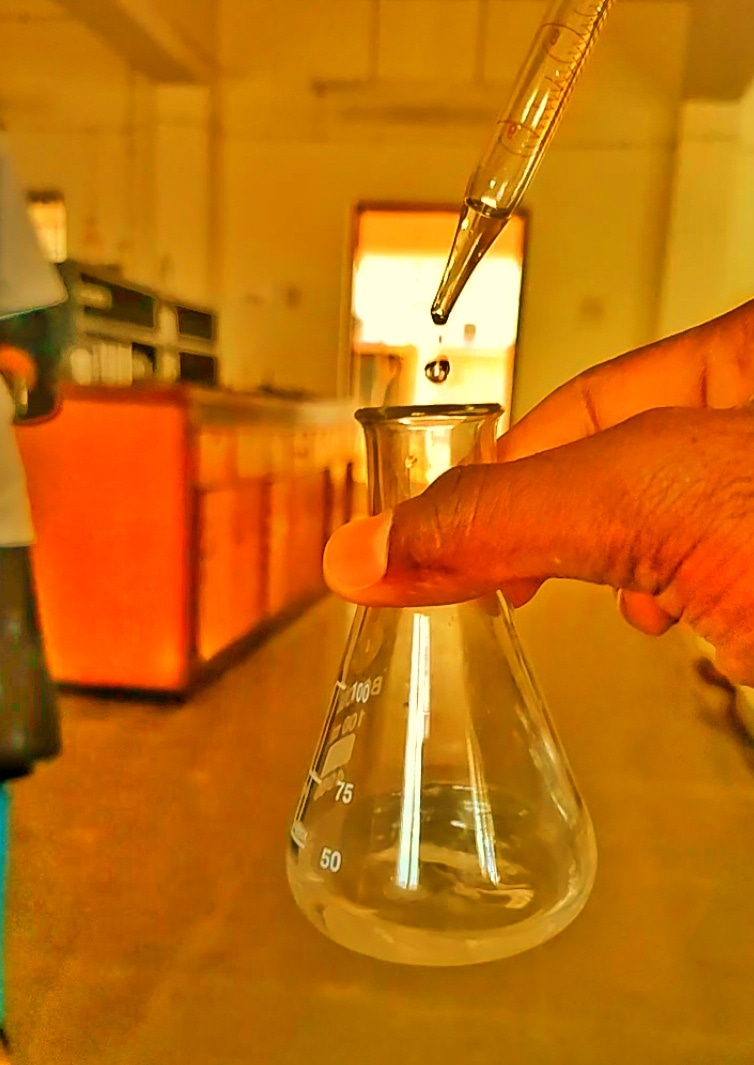
Erlenmeyerova baňka, jeden z typů nádobí používaného při chemických experimentech

Chemie (řecky χημεία; archaicky též lučba) je vědecké zkoumání vlastností a chování hmoty. Je to přírodní věda, která zahrnuje prvky, z nichž se hmota skládá, až po sloučeniny složené z atomů, molekul a iontů: jejich složení, strukturu, vlastnosti, chování a změny, kterými procházejí při reakci s jinými látkami.
Rozsahem svého předmětu zaujímá chemie mezičlánek mezi fyzikou a biologií, někdy se jí říká ústřední věda, protože poskytuje základ pro pochopení základních i aplikovaných vědních disciplín na základní úrovni. Chemie například vysvětluje aspekty chemie rostlin (botanika), vznik vyvřelých hornin (geologie), vznik atmosférického ozonu a rozklad znečišťujících látek v životním prostředí (ekologie), vlastnosti půdy na Měsíci (kosmochemie), fungování léků (farmakologie) a způsob získávání důkazů DNA na místě činu (kriminalistika).
Chemie se zabývá tématy, jako je interakce atomů a molekul prostřednictvím chemických vazeb za vzniku nových chemických sloučenin. Existují dva typy chemických vazeb: 1. primární chemické vazby, např. kovalentní vazby, v nichž atomy sdílejí jeden nebo více elektronů; iontové vazby, v nichž atom odevzdává jeden nebo více elektronů jinému atomu za vzniku iontů (kationtů a aniontů); kovové vazby a 2. sekundární chemické vazby, např. vodíkové vazby; vazby Van der Waalsových sil, interakce iont-iont, interakce iont-dipol atd.

## Původ jména
Název tohoto vědního oboru chemie (řec. χημεία), či původně chymie, se objevil teprve ve 4. století n. l. ve spisech byzantských autorů. Jeho prapůvod však není dobře vysvětlen.
Obvykle bývá s odvoláním na alexandrijského encyklopedického autora Zosima Panopolidského (4. století n. l.) odvozován od názvu jakési bájné knihy Χήμευ (Chémey), která popisovala návod na zpracování kovů a byla prý božského původu.
Podle jiných může slovo chemie souviset se starým hebrejským názvem pro Egypt, Chemia (země Chámova), který uvádí již Plútarchos; tento výklad podporuje skutečnost, že starověcí Egypťané ovládali řadu chemických znalostí.
Třetí etymologická teorie spojuje chemii s řeckým slovem χυμός (chymós, česky kapalina nebo šťáva), čímž mohla být míněna tinktura potřebná pro transmutaci kovů, hledaná alchymisty.

## Historie chemie
Látkové přeměny jsou základem velké řady technologických postupů spojených s osvojením ohně (výroba keramiky a vápna či úprava potravy) nebo se zpracováním kůží a tkanin. Proto se dá říct, že chemie jako obor sledující zákonitosti látkových přeměn má původ už v době kamenné. Na to navazovaly technologie zpracování kovů (stříbro, zlato, měď, bronz, železo), výroba skla a také výroba kvasu či piva ve starověkých říších (Sumerové, starověký Egypt, Čína).

### Období starověké chemie
Náplní tohoto období bylo hlavně hledání kamene mudrců a léků na dlouhověkost a nesmrtelnost.
Čínská alchymie je datována od 4. století př. n. l. až do 12. století n. l. Jejím hlavním cílem bylo najít elixír mládí. Za prvního alchymistu je považován Cou Jen (350–270 př. n. l.). Nejstarším dochovaným dílem je spis o třech podobných Cchan-tchung-ťi, který je prvním návodem na výrobu pilulky nesmrtelnosti.
Alchymie Indie je datována do 8.–13. století n. l. a probíhaly zde stejné snahy jako v Číně a to získat nebo vynalézt lék nesmrtelnosti a dlouhověkosti. Zlato v této době považovali za lék napomáhající ke zdraví a dlouhověkosti. Nejstarší indické spisy jsou tzv. Védy. Práce s kovy zde byla velice rozšířená, nejznámější je Damascénská ocel.
Egyptská alchymie je datovaná do 3. století př. n. l. – 7. století n. l.
Egypťané dokázali napodobovat sklem drahokamy a získávat zlato z rud. Také byli velice zruční ve výrobě různých slitin. Nejstarší egyptská alchymistická literatura je pravděpodobně Leydenský papyrus, který se zaobírá problematikou zpracování kovů a Stockholmský papyrus, který pojednává o moření a barvení látek.
Islámská alchymie, spadající do období 7.–12. století n. l.
Mnoho slov běžně dnes užívaných v chemii pochází původně z arabštiny. Arabští alchymisté se vzdělávali od svých předků, Aristotelovy spisy byly hojně překládány do arabštiny. Arabové se pravděpodobně zasloužili o prvenství v zakládání lékáren, první vznikla v Bagdádu v 8. století n. l. Arabové se také proslavili na poli chemických sloučenin, používali jako první filtraci, různé druhy žíhání, sublimaci atd.

### Období středověké alchymie
Evropská alchymie, datovaná do poloviny 11.–16. století n. l. Skončila v době úpadku středověku.
Základ evropské alchymii dala alchymie arabská. Jako nejstarší rukopis je považován rukopis Compositiones ad tingenda musiva, který slouží jako návod k barvení mozaiky. Mezi velké přínosy, které chemii přinesla chemie evropská patří např. získávání kyseliny (zejména sírové a dusičné).

### Počátky novověké chemie
Datuje se do období 17.–18. století n. l. Zde začíná více rozvoj tzv. iatrochemie, tedy lékařské chemie. Alchymisté se začínají více přiklánět ke studiu a výrobě léčiv. Zde začínal odklon od hledání receptu na výrobu kamene mudrců a výrobě zlata a jiných kovů jako dříve. Na počátku tohoto období také vznikaly první měřící přístroje a pozornost se obracela k mikrosvětu. V tomto období se také chemie štěpila na dvě větve: jedna pokračovala v rozvoji poznatků starších, technických, zkrátka těch, které lidstvo provázejí už od prvopočátků, a na druhou, která se zabývala pozorováním skutečností a rozvoji jejich vysvětlení a odůvodnění.
V 16. až 17. století se chemie dělila na dvě větve, jedna stojí u samotného zrodu přírodních věd to obnášelo vznik technické a vědecké literatury, zakládání akademií a druhá se zabývala pneumochemií, vlastnostmi plynů. Velký význam pro zrod druhé větve měl Jean-Baptiste van Helmont. Tzv. flogistonová teorie se snažila vysvětlit hoření únikem zvláštní substance, která je příčinou hořlavosti látek. V 18. století se začala chemie rozvíjet technickým, hospodářským i léčebným směrem. V hospodářství byl vyšší nárok na výrobu hnojiv.

### Vznik vědecké chemie
Za zakladatele vědecké chemie je obvykle považován Antoine Lavoisier, který do ní zavedl vědeckou metodu. Své poznatky založil na publikovaných experimentech a svých vlastních prováděných s manželkou Marie-Anne a na základě dedukce z nich odvozoval přesně formulovanou teorii. Svými experimenty vyvracel teorii aristotelských elementů (živlů) a vyvrátil flogistonovou teorii, když prokázal, že hoření je důsledkem působení životného vzduchu (oxidací kyslíkem). Nejvýznamnější však byl zákon zachování hmotnosti a z něj odvozené důsledky, že nic nevzniká, nic nezaniká, vše se proměňuje. Tedy že když se v uzavřeném prostoru provádí např. experiment s hořením, mění se složení látek, ale složky, kterými jsou tvořeny, zůstávají zachovány a v důsledku toho i celková hmotnost. A dále, že rozkladem látek lze zjišťovat jejich elementární složení, tedy jaké dále nerozložitelné látky zvané elementy, česky prvky, jsou v nich obsažené. Analýza (od lysis=„vysvobození, odloučení) lze zjišťovat složení látek z prvků, jejich hmotnostní poměry a také objevovat nové prvky. Pro prvky zavedl terminologii podle toho, co tvoří. Např. vyvrátil dávnou teorii, že voda je element, její pyrolýzou (pyr=oheň), tedy jejím rozkladem vysokou teplotou na již dříve známé plyny hořlavý a životný vzduch. Hořlavý vzduch přejmenoval na hydrogenium, „vodotvorné“ (hydor=voda), česky vodík, druhý, známý jako činitel hoření, ale také původce kyselosti oxygenium „kyselotvorné“ (oxys=kyselý), česky kyslík. Podobně carbonium, jen místo řeckého latinský základ carbo, (dřevěné) uhlí, česky uhlík. Historickým pozůstatkem staršího názvosloví je bezživotný vzduch: v některých jazycích azote (a+zoó=ne+život) a česky dusík.

### Vznik chemických oborů

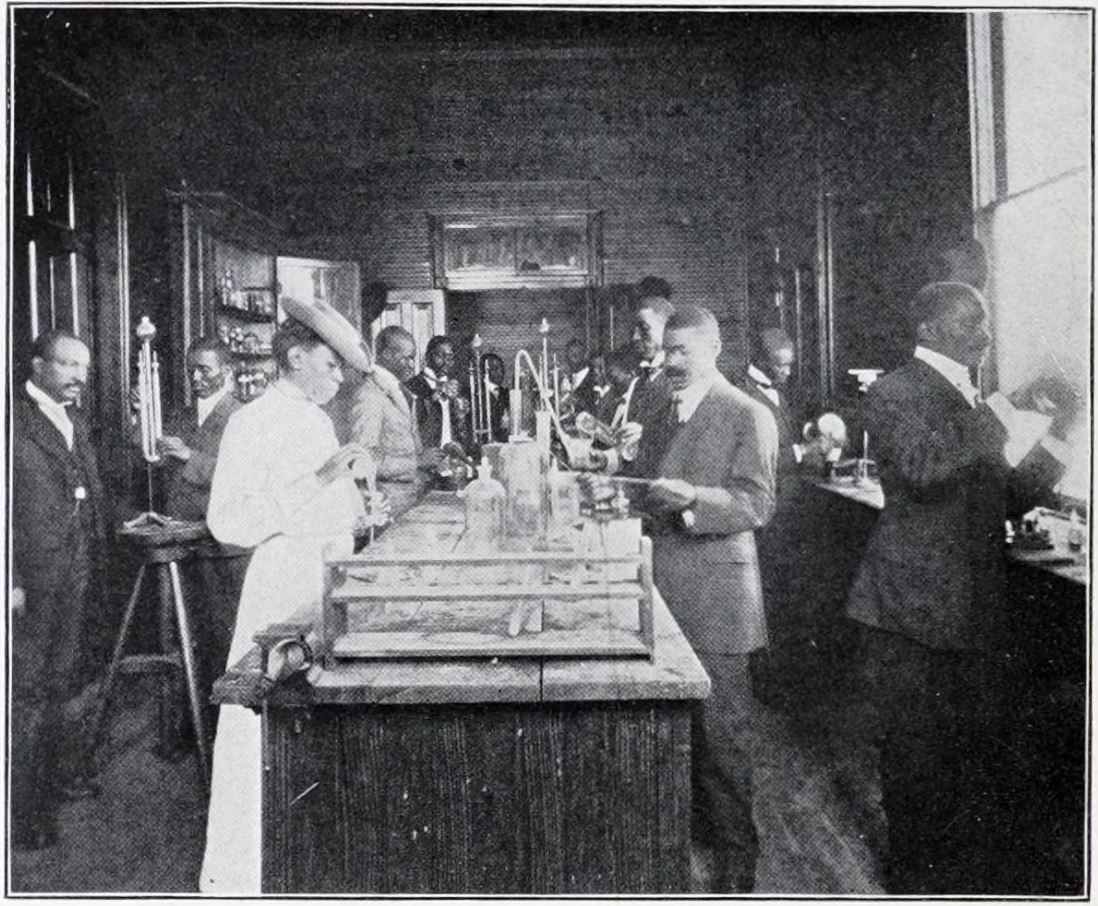

V 19. století se chemie rozrostla do mnoha oborů:
- Průmyslová chemie[1]
  - Textilní průmysl
  - Průmysl barviv
  - Kaučuk
  - Plastické hmoty
  - Metalurgie
  - Petrochemický průmysl
  - Zemědělství
  - Potravinářský průmysl
- Rozvoj chemie a jednotlivých chemických disciplín[1]
  - Klasifikace chemických prvků
  - Atomová teorie
  - Relativní atomová hmotnost
  - Vývoj názorů na slučování atomů
  - Vývoj chemické symboliky a názvosloví
  - Objev elektronu a radioaktivity
  - Organická chemie
  - Analytická chemie
  - Anorganická chemie
  - Elektrochemie
- Rozvoj oborů souvisejících s chemií[1]
  - Krystalografie
  - Lékařství
- Rozvoj interdisciplinárních věd[1]
  - Fyzikální chemie
  - Biochemie

Ve 20. století se věda ovlivněná válkou zaměřila i na vývoj otravných plynů a na konci druhé světové války na přístroj ke zničení života na celé planetě. Ještě před začátkem 20. století výrazně ovlivnil chemii i všechny přírodní vědy vynález elektronu. Vědecká činnost byla mnohem více soustředěná na univerzitách a pokyny a finanční podpora byly udělovány vládou a průmyslem.

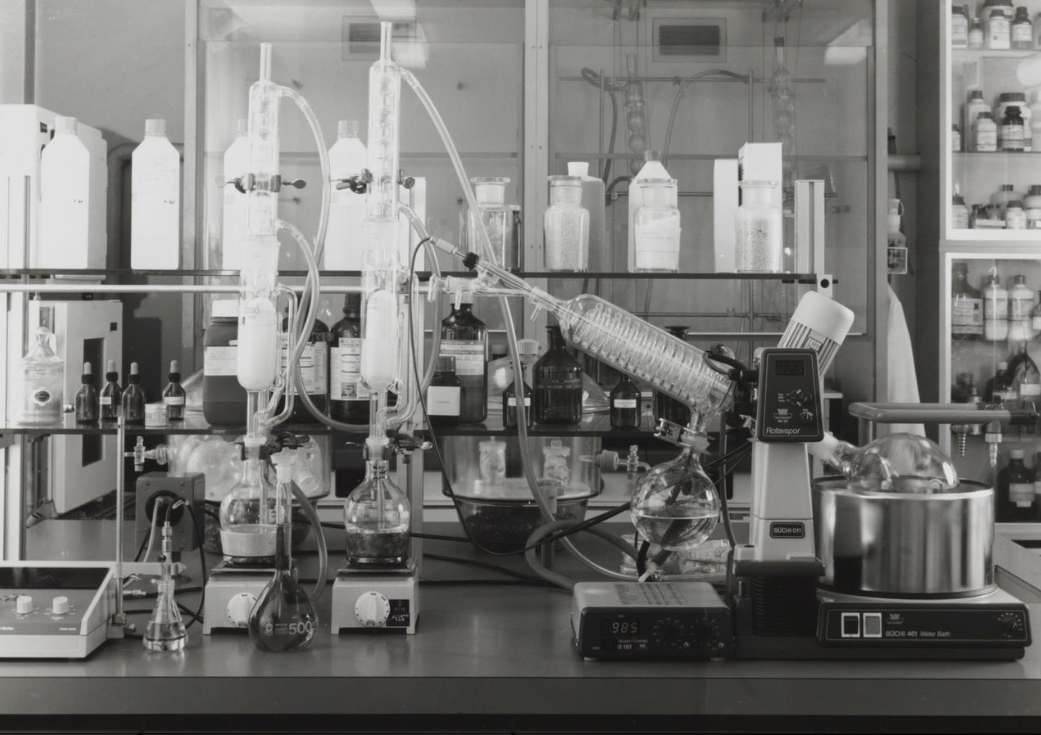
Chemická laboratoř

Významné směry vývoje chemie ve 20. století:
- Jaderná chemie
- Fyzikální chemie
- Analytická chemie
- Anorganická chemie
- Organická chemie
- Biochemie
- Průmyslová chemie

## Dělení chemických oborů
Chemie se obvykle dělí na několik hlavních podoborů. Existuje také několik hlavních mezioborových a specializovanějších oborů chemie.
Analytická chemie se zabývá analýzou vzorků materiálů za účelem získání informací o jejich chemickém složení a struktuře. Analytická chemie zahrnuje standardizované experimentální metody v chemii. Tyto metody lze použít ve všech dílčích oborech chemie, s výjimkou čistě teoretické chemie.
Biochemie je studium chemických látek, chemických reakcí a chemických interakcí, které probíhají v živých organismech. Biochemie a organická chemie spolu úzce souvisejí, stejně jako lékařská chemie nebo neurochemie. Biochemie je také spojena s molekulární biologií a genetikou.
Anorganická chemie se zabývá studiem vlastností a reakcí anorganických sloučenin. Rozdíl mezi organickými a anorganickými disciplínami není absolutní a v mnohém se překrývají, především v subdisciplíně organokovové chemie.
Materiálová chemie se zabývá přípravou, charakterizací a poznáváním látek s užitečnou funkcí. Tento obor představuje novou šíři studia v postgraduálních programech a integruje prvky ze všech klasických oblastí chemie se zaměřením na základní otázky, které jsou pro materiály jedinečné. Mezi primární studované systémy patří chemie kondenzovaných fází (pevné látky, kapaliny, polymery) a rozhraní mezi různými fázemi.
Neurochemie je studium neurochemických látek; včetně transmiterů, peptidů, proteinů, lipidů, cukrů a nukleových kyselin; jejich interakcí a rolí, které hrají při tvorbě, udržování a modifikaci nervového systému.
Jaderná chemie je studium toho, jak se subatomární částice spojují a vytvářejí jádra. Moderní transmutace je velkou součástí jaderné chemie a tabulka nuklidů je důležitým výsledkem a nástrojem tohoto oboru.
Organická chemie je studium struktury, vlastností, složení, mechanismů a reakcí organických sloučenin. Organická sloučenina je definována jako jakákoli sloučenina založená na uhlíkovém skeletu.
Fyzikální chemie je studium fyzikálních a fundamentálních základů chemických systémů a procesů. Fyzikální chemiky zajímá zejména energetika a dynamika těchto systémů a procesů. Mezi důležité oblasti studia patří chemická termodynamika, chemická kinetika, elektrochemie, statistická mechanika, spektroskopie a v poslední době také astrochemie. Fyzikální chemie se do značné míry překrývá s molekulární fyzikou. Fyzikální chemie zahrnuje používání infinitezimálního počtu při odvozování rovnic. Obvykle je spojována s kvantovou chemií a teoretickou chemií. Fyzikální chemie je odlišná disciplína od chemické fyziky, ale opět se velmi silně překrývá.
Teoretická chemie je studium chemie prostřednictvím základních teoretických úvah (obvykle v rámci matematiky nebo fyziky). Zejména aplikace kvantové mechaniky na chemii se nazývá kvantová chemie. Od konce druhé světové války umožnil rozvoj počítačů systematický rozvoj výpočetní chemie, což je umění vyvíjet a aplikovat počítačové programy pro řešení chemických problémů. Teoretická chemie má velký přesah do (teoretické a experimentální) fyziky kondenzovaných látek a molekulární fyziky.
Ostatní obory v rámci chemie se tradičně sdružují podle typu studované látky nebo druhu studia. Patří sem anorganická chemie, která studuje anorganické látky; organická chemie, která studuje organické látky (na bázi uhlíku); biochemie, která studuje látky vyskytující se v biologických organismech; fyzikální chemie, která studuje chemické procesy s využitím fyzikálních pojmů, jako je termodynamika a kvantová mechanika; a analytická chemie, která se zabývá analýzou vzorků materiálů za účelem získání informací o jejich chemickém složení a struktuře. V posledních letech vzniklo mnoho specializovanějších oborů, např. neurochemie, chemické studium nervové soustavy (viz dílčí obory).
Mezi další obory patří agrochemie, astrochemie (a kosmochemie), atmosférická chemie, chemické inženýrství, chemická biologie, chemoinformatika, elektrochemie, chemie životního prostředí, femtochemie, chemie chuti, chemie proudění, geochemie, zelená chemie, histochemie, historie chemie, hydrogenační chemie, imunochemie, mořská chemie, materiálová věda, matematická chemie, chemie přírodních produktů, enologie, organokovová chemie, petrochemie, farmakologie, fotochemie, fyzikální organická chemie, fytochemie, polymerní chemie, radiochemie, chemie pevných látek, sonochemie, supramolekulární chemie, povrchová chemie, syntetická chemie, termochemie a mnoho dalších.